# 卡羅尼市
卡羅尼市（英語：Caroní Municipality），是委內瑞拉的一個市，位於該國西部玻利瓦爾州，首府設於圭亞那城，面積1,612平方公里，2011年人口1,050,283，人口密度為每平方公里650人。